# Estadio Contralmirante Ramón Martino
El Estadio Contralmirante Ramón Martino es un estadio de fútbol de Paraguay que se encuentra ubicado en la ciudad de Pilar, Departamento de Ñeembucú. Posee con una capacidad para 2000 espectadores y es propiedad del General Díaz FBC, de tercera división, el cual hace ejerce de local en él.
También suele ser utilizado ocasionalmente por otros equipos de la Liga Pilarense de Fútbol (equivalente a la cuarta división), así como para algunos eventos sociales y conciertos de la ciudad.
Se encuentra ubicado en el centro urbano de la ciudad de Pilar sobre la ruta PY04, a unos 500 metros de la Costanera de Pilar y del arroyo Ñeembucú.

## Origen del nombre
El predio recibe su nombre en homenaje al contralmirante Ramón Enrique Martino Torres un destacado militar paraguayo oriundo de Pilar, que combatió en la marina y la aviación paraguaya durante la Guerra del Chaco. El mismo es recordado por haber salido desde Bahía Negra y realizar un arriesgado bombardeo nocturno sobre las posiciones bolivianas de Quijarro y Vitriones en diciembre de 1934.